# Shaoling
Der Stadtbezirk Shaoling (chinesisch 召陵區 / 召陵区, Pinyin Shàolíng Qū) gehört zum Verwaltungsgebiet der bezirksfreien Stadt Luohe in der chinesischen Provinz Henan. Er hat eine Fläche von 405 km² und zählt 503.800 Einwohner (Stand: Ende 2018). 

## Administrative Gliederung
Auf Gemeindeebene setzt sich der Stadtbezirk aus zwei Straßenvierteln, vier Großgemeinden und drei Gemeinden
zusammen. 